# Castello di Rocca Imperiale
Das Castello di Rocca Imperiale (auch Castello Svevo genannt) ist eine Burgruine aus dem 13. Jahrhundert in Rocca Imperiale in der italienischen Region Kalabrien. Die vierseitige Burg ist mit acht Türmen ausgestattet sowie von einer zinnenbewehrten Mauer und einem Burggraben umgeben.
Die Ruine der Burg, die in etwa in der Zeit zwischen 1225 und 1240 erbaut wurde, ist eine der bedeutendsten Attraktionen der kalabrischen Gemeinde.

## Geschichte und Beschreibung
Man kann drei Bauphasen der Burg unterscheiden:
Die ursprüngliche Burg, die auf das 13. Jahrhundert zu datieren ist, hatte vermutlich eine wesentlich geringere Ausdehnung als die heutige Burg. Die Gründung wird Friedrich II. zugeschrieben, dem Stauferkaiser, nach dem auch der Ort Rocca Imperiale benannt ist. Dieser ließ die Burg zusammen mit vielen anderen erbauen, um seine Macht über das Territorium zu festigen, aber auch als Zwischenstopp auf seinen wiederholten Reisen von und nach Sizilien.
Von dem ursprünglichen Gebäude sind nur noch wenige Spuren bis heute erhalten: ein Turm mit konstantem Querschnitt, das Eingangstor, ein Spitzbogenfenster aus Sandstein mit Blick auf die Steilküste im Westen und einige Schießscharten. Es gab in der Vergangenheit keine Bemühungen, den ursprünglichen Kern der Burg zu identifizieren, der vermutlich sehr viel kleiner war und nur einen einzigen, quadratischen Turm in der Mitte hatte.
Die heutigen Dimensionen und ein Großteil des heutigen Aussehens der Burg stammen dagegen von der großen Erweiterung und Verstärkung, die Alfons II. von Aragón 1487 durchführen ließ. Aus dieser Zeit stammen die Schalung, der vieleckige Bergfried und verschiedene Türme (genau acht, von den fünf Rundtürme sind). Da der Westteil durch die tiefe und praktisch unpassierbare Schlucht geschützt war, konzentrierten sich die Arbeiten der Baumeister (der damaligen Architekten) Saccomanno di Portanova und Carlo Quaranta di Cava auf die anderen Seiten; es entstanden Gebäude, die es heute noch gibt: Eine Schalung, der zentrale Bergfried, die Türme, die Wehrmauer mit Burggraben, der acht Meter tief ist, aber deutlich schmäler, und – nicht zu vergessen – die beiden Zugbrücken. Der Angreifer, der die Außenmauern des Dorfes überwunden haben würde und dem es gelungen wäre, auch die Wehrmauer der Burg zu überwinden, würde sich im Burggraben eingesperrt gefunden haben, der viel zu schmal war, um sich dort drehen und wenden zu können, und zudem den gnadenlosen Schüssen der Belagerten ausgesetzt war. Die Anlage demonstrierte ihren Wert mindestens in einem Fall, der bekannt wurde: Als im Jahre 1644 (zwischen dem 29. Juni und dem 1. Juli) die Türken das Dorf angriffen, retteten sich viele der Bewohner ins Innere der Burg, die nicht erobert wurde.
Im Inneren gab es, zusätzlich zu all den Vorkehrungen, das Gebäude mit großen Öl- und Getreidelagern sowie fünf Zisternen widerstandsfähig gegen eine lange Belagerung zu machen, Stallungen, Kasematten, Keller, Verbindungsgänge und Lufteinlässe in den Türmen. Von mindestens einem, heute unterirdischen Gang erkennt man den Zugang und man sagt, dass es einen geheimen Ausgang nach außen gab, der weit entfernt im großen Tal im Osten lag, den man aber heute nicht mehr findet. Durch diesen hätten die Belagerten den letzten Fluchtversuch unternehmen können.
Es gibt viele unterirdische Räume, von denen einer als Gefängnis und „Folterhalle“ diente, so genannt, weil sich in der Mitte der Decke ein Eisenring befindet, von dem man annimmt, dass er dazu benutzt wurde, den Gefangenen die „Seilbehandlung“ zu verabreichen, und möglicherweise auch zum Aufhängen.
An diesen Gebäudekomplex waren die Mauern des Dorfes angeschlossen, die vom „Murorotto“ her zogen, wo man die Reste eines Turms aus dem 15. Jahrhundert finden kann, „das Kreuz“ und „das Hospital“ erreichten und sich bis zur Klippe „Scalella“ erstreckten.
Die dritten und letzten Um- und Anbauten waren die 1700 im Auftrag der Herzöge Crivelli durchgeführten; diese waren die letzten Lehensleute des Dorfes Rocca Imperiale und wollten aus der Festung eine Residenz machen, die im Einklang mit dem damaligen Stil und der Position der Besitzer stand. Es sind dies alles Zimmer im Obergeschoss mit regelmäßiger Fenstereinteilung, die sich ziemlich vom Rest der früheren Gebäude unterscheiden.
Nach den Crivellis und der Abschaffung des Feudalismus verfiel die Burg zusehends und ging durch viele Hände, bis sie schließlich vollends aufgegeben wurde und zum Opfer von Vandalismus und Diebstahl von Baumaterialien wurde.
Erst in den letzten Jahren ermöglichten Erhaltungseingriffe, von der öffentlichen Hand finanziert, die Stabilisierung des großen Gebäudes und seine Erhaltung.